# Balotești (Ilfov)
Balotești is een gemeente in het Roemeense district Ilfov en ligt in de regio Muntenië in het zuidoosten van Roemenië. De gemeente telt 6329 inwoners (2005).

## Geografie
De oppervlakte van Balotești bedraagt 53 km², de bevolkingsdichtheid is 119 inwoners per km².
De gemeente bestaat uit de volgende dorpen: Balotești, Dumbrăveni, Săftica.

## Politiek
De burgemeester van Balotești is Florian Dănuț Ion (PD).
| Gemeenteraadslid        | Politieke partij |
| ----------------------- | ---------------- |
| Marian Bunea            | PD               |
| Cornel Marin            | PD               |
| Gheorghe Munteanu       | PD               |
| Ion Munteanu            | PD               |
| Marin Neagu             | PD               |
| Maria Negrilă           | PD               |
| Gheorghe Sandu          | PD               |
| Iulian Alexandru Vasile | PD               |

| Gemeenteraadslid   | Politieke partij |
| ------------------ | ---------------- |
| Marian Vasile      | PD               |
| Leonida Bărbulescu | PSD              |
| Niculae Gheorghe   | PSD              |
| Mircea Ionescu     | PSD              |
| Adriana Gavrilă    | PNL              |
| Bogdan Georgescu   | PNL              |
| Liviu Giulie       | PNL              |